# فیلیپو فلوریو
فیلیپو فلوریو (انگلیسی: Filippo Florio؛ زادهٔ ۲۳ آوریل ۱۹۹۶) بازیکن فوتبال است.
از باشگاه‌هایی که در آن بازی کرده‌است می‌توان به باشگاه فوتبال آسکولی اشاره کرد.